# White City Rebels
White City Rebels – angielski klub żużlowy z siedzibą w Londynie, w dzielnicy White City, działający w latach 1929–1978. Mistrz Anglii z sezonu 1977.
W klubie reprezentowało dwóch polskich żużlowców, wychowanków Włókniarza Częstochowa: Marek Cieślak (1977–1978) i Andrzej Jurczyński (1978).

## Wyróżniający się zawodnicy

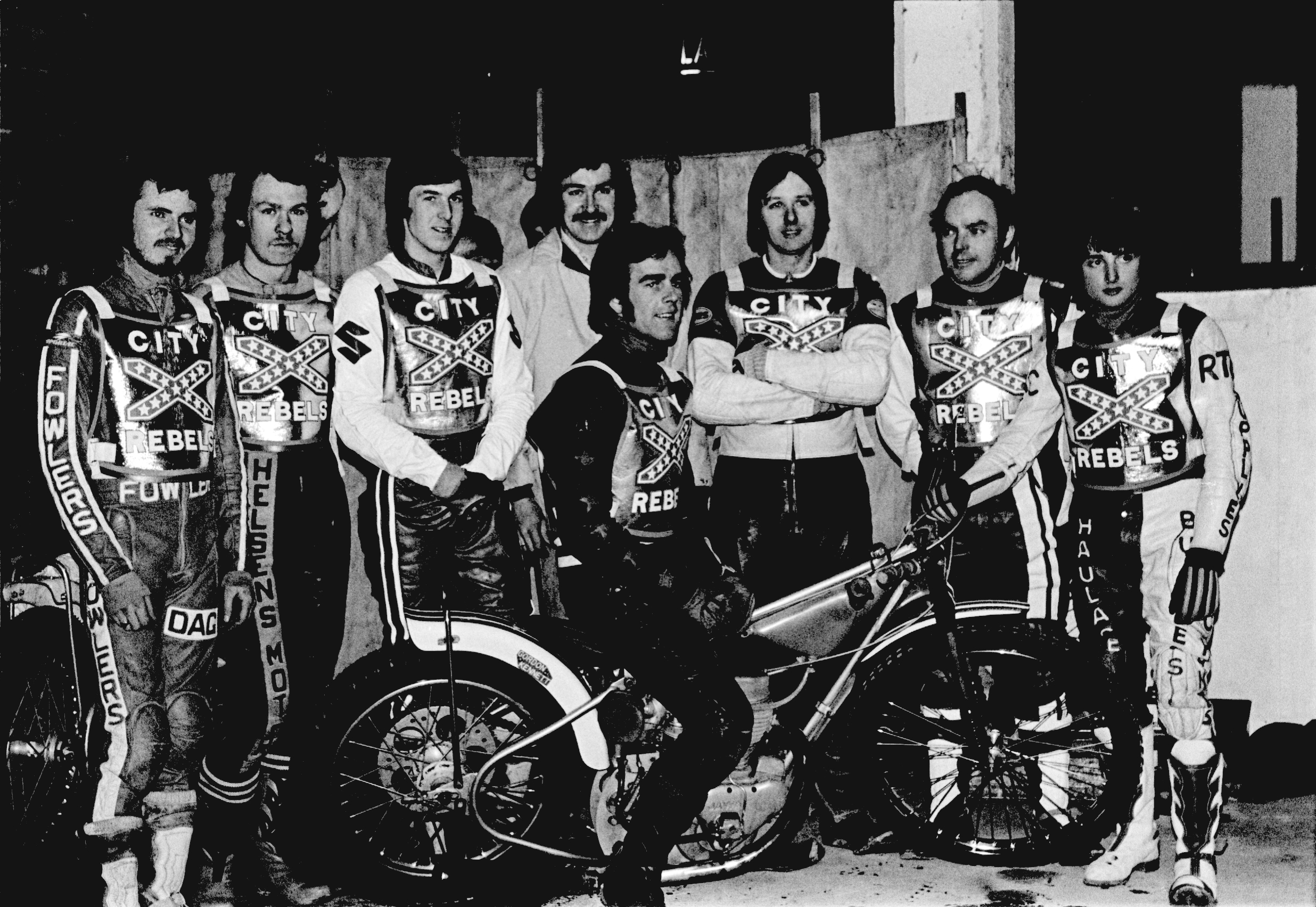
Drużyna White City Rebels w sezonie 1976

- Gordon Kennett
- Brain Clark
- Ian Clark
- Paul Gachet
- Trevor Geer
- Marek Cieślak
- Andrzej Jurczyński
- Richard Greer
- Kevin Hawks
- Richard Hellsén
- David Kennett
- Dag Lövaas
- Jim McMillan
- Kai Niemi
- Mike Sampson
- Steve Weatherley